# Кременский, Сергей Ильич
Сергей Ильич Кременский — советский военный, государственный и политический деятель, генерал-лейтенант.

## Биография
Родился в 1916 году в Одессе. Член КПСС.
С 1943 года — на военной службе, общественной и политической работе. В 1943—1976 гг. — участник Великой Отечественной войны, помощник начальника оперативного отдела БТиМВ Белорусского фронта, 1-го Белорусского фронта, старший помощник начальника оперативного отдела БТиМВ 1-го Белорусского фронта, командир 3-й танковой дивизии, начальник штаба 5-й гвардейской танковой армии, заместитель начальника Центральных офицерских курсов «Выстрел» им. Маршала Советского Союза Б. М. Шапошникова, командующий 7-й танковой армии, заместитель начальника танковых войск Минобороны СССР, 1-й заместитель начальника ГО СССР, заместитель начальника ГО СССР по боевой подготовке.
Делегат XXIII съезда КПСС.
Умер в Москве в 1994 году.